# Israel Vibration
 (mars 2009).
Si vous disposez d'ouvrages ou d'articles de référence ou si vous connaissez des sites web de qualité traitant du thème abordé ici, merci de compléter l'article en donnant les références utiles à sa vérifiabilité et en les liant à la section « Notes et références ».
Israel Vibration est un groupe trio vocal de reggae jamaïcain, né au milieu des années 1970, très renommé en France.

## Histoire du groupe

### Trois garçons infirmes atteints par la polio
Nés en Jamaïque au début des années 1950, Albert Craig, alias Apple, Cecil Spence, alias Skelly et Lacelle Bulgin, alias Wiss se connaissent depuis leur petite enfance. Ils ont en effet tous les trois été victimes de la poliomyélite et leurs familles pauvres n'ont eu d'autres choix que de les placer dans une institution spécialisée récemment créée par un médecin britannique: le Mona Rehabilitation Centre. Ils grandissent ensemble, reçoivent la même éducation et subissent les mêmes moqueries de la part de leurs camarades en raison de leur infirmité.
Physiquement moins diminué que ses deux camarades, Apple quitte le Centre à l'âge de 8 ans pour entrer dans la célèbre Alpha School tenue par des sœurs. À 14 ans, il quitte l'établissement religieux pour mener une vie de fugueur. Il survit au jour le jour dans la rue, bientôt rejoint par Wiss, puis par Skelly. Ils vivent tous les trois misérablement de petits boulots et dorment chaque soir à la belle étoile sur de simples morceaux de cartons.

### Découverte du Mouvement Rastafari et naissance d'Israël Vibration
Leur rencontre avec les membres des Douze Tribus d'Israël va bouleverser leur existence. Au contact de cette organisation rasta implantée dans le quartier, les trois garçons infirmes adhèrent au mouvement rastafari. Ils se laissent pousser des dreadlocks, fument de l'herbe en lisant la Bible, et, pour tromper la faim, se mettent à chanter en trio.
Leur chant commence à être connu dans leur quartier, car leur campement de fortune se trouve à quelque pas d'un raccourci très emprunté qui attire chaque jour une foule plus enthousiaste.
Encouragé par leur voisinage, le trio se donne un nom: Israël Vibration et part démarcher les producteurs du centre-ville de Kingston. Mais les studios d'Orange Street ferment tous leur porte à ces trois jeunes pouilleux en béquille. C'est donc un membre des Douze Tribus d'Israël qui va financer sur ses propres deniers la location du studio de Duke Reid, Treasure Isle, pour qu'Israël Vibration puisse y enregistrer un morceau : Why Worry. Le 45 tours, qui sort en 1976, rencontre un succès populaire, notamment parce que les paroles, écrites par Skelly, s'inscrivent en réaction à l'annonce de la mort de l'empereur d'Éthiopie Haïlé Sélassié, dieu vivant des rastas.
Grâce au succès du 45 tours, Israël Vibration est pris en charge par le producteur Tommy Cowan qui leur fait enregistrer un 33 tours avec les meilleurs musiciens du moment: Sly Dunbar (batterie), Robbie Shakespeare (basse) Mikey Chung (guitare) et Ansel Collins (claviers). L'album intitulé The Same Song sort en 1978 et permet au trio de s'affirmer comme une valeur montante de la scène reggae de l'époque.

### Le soutien de Bob Marley
Remarqué par Bob Marley, Israël Vibration joue en première partie de la star jamaïcaine aux deux dates locales du Survival Tour, en juillet et septembre 1979. Bob Marley invite également le trio à venir enregistrer leurs nouveaux morceaux dans son tout nouveau studio Tuff Gong, aménagé chez lui à Hope Road. C'est donc avec une partie des musiciens formant les Wailers qu'Israël Vibration sort son deuxième album Unconquered People, en 1980. Si le disque est bien accueilli, la notoriété du groupe ne dépasse pas les rivages de la Jamaïque. De plus, le groupe comprend que Tommy Cowan, profitant de leur naïveté, les a largement escroqués. Israël Vibration change donc de producteur et choisit Henry "Junjo" Lawes pour la réalisation de son troisième album Why You So Craven ?. Le trio enregistre aux studios Channel One et Tuff Gong avec le Hi Times Band, tandis que le mixage est confié à Scientist. L'album sort en 1981, mais un désaccord d'ordre financier avec Junjo bloque son exportation hors de la Jamaïque jusqu'en 1991.

### L'émigration aux États-Unis et la séparation du groupe
Lassé des problèmes récurrents avec les producteurs locaux, Israël Vibration quitte la Jamaïque pour rejoindre New York en 1983. Mais depuis la mort de Bob Marley en 1981, la vague reggae est retombée et le style joué par Israël Vibration est passé de mode. En situation irrégulière sur le territoire américain depuis l'expiration de leurs visas, les trois chanteurs se séparent et tentent leur chance chacun de leur côté dans une carrière solo. Wiss parvient à enregistrer un album Mr Sunshine qui passe à peu près inaperçu, tandis qu'Apple et Skelly sortent chacun quelques 45 tours.

### Israël Vibration se reforme
En 1988, le producteur Doctor Dread parvient à réunir à nouveau les trois membres d'Israel Vibration au sein de son label RAS Records, pour l'album Strengh Of My Life. Le groupe est désormais accompagné par les Roots Radics. Cette renaissance, ignorée en Jamaïque, rencontre un franc succès en Europe (surtout en France) et aux États-Unis.
Pendant huit ans, le groupe mène une carrière internationale bien remplie et enchaîne les tournées, mais en 1996, après six albums studio et deux lives, Apple quitte définitivement le groupe.

### Israël Vibration en duo
En 1999, alors qu'Apple sort son premier album solo, Wiss et Skelly, qui officient désormais en duo au sein d'Israel Vibration, sortent Pay The Piper. Depuis, le groupe, qui vit à New York continue à sortir régulièrement des albums, tous enregistrés au studio Lion & Fox, à Washington, sous la houlette de Jim Fox.
Toujours accompagnés par les Roots Radics, Israël Vibration montre à travers ses tournées internationales, que le groupe n'a rien perdu de sa popularité malgré le départ d'Apple.
Le 26 août 2022, Israël Vibration annonce sur les réseaux sociaux le décès de Cecil "Skelly" Spence. Alors qu'il suivait depuis plusieurs mois une thérapie pour soulager de l'arthrite à sa main et épaule droites, son état se dégrade subitement à la mi-août 2022. Un hôpital new-yorkais lui diagnostique un cancer agressif sans possibilité de traitement. Il décède quelques jours plus tard. Son héritage est salué par de nombreux artistes de la scène reggae tels Clinton Fearon ou le groupe Groundation.
Lacelle "Wiss" Bulgin reste le seul des trois compères d'Israël Vibration encore en vie.

## Discographie[5]

### Carrière jamaïcaine
- 1978 - The Same Song
- 1978 - The Same Song Dub Version (Versions dub de l'album The Same Song)
- 1979 - Unconquered People
- 1980 - Israel Tafari (Versions dub de l'album The Same Song par le Fat Man Riddim Section)
- 1980 - Unconquered People Dub (Versions dub de l'album Unconquered people)
- 1981 - Why you so craven
- 1983 - Live at the Reggae Sunsplash (avec les Gladiators)

### Carrière internationale
- 1988 - Strength Of My Life
- 1990 - Praises
- 1990 - Dub Vibration (Versions dub des albums Strength Of My Life et Praises)
- 1991 - Forever
- 1992 - Vibes Alive!
- 1993 - IV
- 1994 - I.V. D.U.B. (Versions dub de l'album IV)
- 1995 - On The Rock
- 1995 - Dub The Rock (Versions dub de l'album On The Rock)
- 1996 - Free to move
- 1997 - Live Again!
- 2001 - On the Strength of Trinity : Live 95

### En duo
- 1998 - Pay The Piper
- 1999 - Israel Vibration Meets Cocoa Tea (avec Cocoa Tea)
- 2000 - Jericho
- 2001 - Dub Combo (Versions dub des albums Pay The Piper et Jericho)
- 2002 - Fighting Soldiers
- 2003 - Live & Jammin'
- 2007 - Stamina
- 2010 - Reggae Knights
- 2015 - Play It Real
- 2025 - Reggae Music Never Dies (dernier enregistrements de Skelly)

### En solo

#### Wiss
- 1985 - Mr. Sunshine

#### Apple
- 1999 - Another Moses (sous le nom de Apple Gabriel)
- 2001 - No Racism (Live from Eugene, Oregon)
- 2010 - Teach Them Right

#### Skelly
- 2010 - Natural Mystic (Jah Life)